# Paul Gérin-Lajoie
Pour les articles homonymes, voir Gérin-Lajoie.
Paul Gérin-Lajoie, né le 23 février 1920 à Montréal et mort le 25 juin 2018 dans la même ville, est un avocat, homme politique et philanthrope québécois.
Figure majeure de la Révolution tranquille, il est l'un des principaux membres de l'équipe du tonnerre de Jean Lesage. Il est connu pour avoir été le premier ministre de l'Éducation du Québec, de 1964 à 1966. Il est également à l'origine de la doctrine Gérin-Lajoie, dont les principes guident la politique québécoise en matière de relations internationales depuis 1965.
Après avoir quitté la politique en 1969, il se tourne vers l'aide au développement. De 1970 à 1977, il dirige l'Agence canadienne de développement international (ACDI). En 1977, il crée la Fondation Paul Gérin-Lajoie, un organisme dévoué au financement et au développement de l'éducation dans les pays en voie de développement. Cette fondation est notamment connue pour la Dictée P.G.L., un événement organisé dans les écoles primaires et secondaires des pays de la Francophonie depuis 1992.

## Biographie

### Famille
Paul Gérin-Lajoie descend de Jean Gérin dit La joie, un sergent dans les troupes de Louis-Joseph de Montcalm, originaire du village des Échelles en Savoie. Au fil du temps, le nom Gérin dit La joie s'est transformé en Gérin-Lajoie.
La famille compte plusieurs personnalités connues. L'arrière-grand-père de Paul, Antoine Gérin-Lajoie (1824-1882), est un avocat et un écrivain. Il épouse Joséphine Parent (1836-1926), la fille aînée du journaliste et avocat patriote Étienne Parent (1802-1874). Elle est également la sœur de Léon Gérin(1863-1951), premier sociologue québécois,.
Son grand-père Henri Gérin-Lajoie (1859-1936) est un avocat du domaine des affaires. Il est président de la Banque provinciale et bâtonnier de Montréal et du Québec. Sa grand-mère Marie Lacoste (1867-1945), une pionnière du mouvement féministe au Québec, est la fille du sénateur et juge Alexandre Lacoste (1842-1923).
Son père, Henri Gérin-Lajoie fils (1892-1976), est un avocat spécialisé en droit des brevets d'invention et des marques de commerce, et l'auteur d'un répertoire de procédure civile du Québec,. Enfin, sa tante Marie Gérin-Lajoie (1890-1971) est une pionnière du service social et de l'éducation des filles au Québec.

### Jeunesse

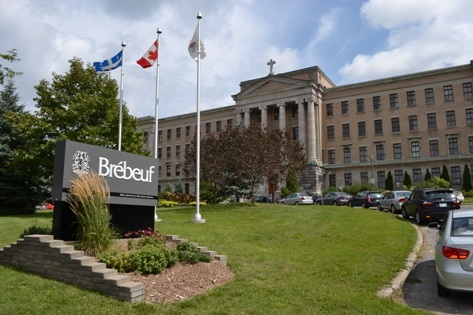
Paul Gérin-Lajoie fréquente le collège Jean-de-Brébeuf dans les années 1930.

Membre d'une famille de quatre garçons et deux filles, Paul Gérin-Lajoie grandit à Montréal dans une famille aisée comptant de nombreux avocats. Il effectue son cours classique au collège Jean-de-Brébeuf, où il fait la connaissance du professeur et écrivain François Hertel. Bon élève, il n'est cependant jamais un premier de classe.
En décembre 1938, durant sa dernière année d'études, Gérin-Lajoie reçoit la bourse Rhodes. Celle-ci est « la plus prestigieuse et la plus généreuse des bourses d'études à l'étranger alors disponibles pour les Canadiens », et « permettait de faire jusqu'à trois ans d'études à l'Université d'Oxford en Angleterre ». Le début de ses études en Angleterre est alors prévu pour l'automne 1939. Toutefois, le déclenchement de la Seconde Guerre mondiale en septembre 1939 interrompt ce projet et l'usage de la bourse est reporté après la guerre. Il décide alors de faire ses études à la Faculté de droit de l'Université de Montréal.
Diplômé en 1942, il est admis au Barreau en juillet 1943.

#### Études en Angleterre
En septembre 1945, Paul Gérin-Lajoie se rend en Angleterre pour poursuivre ses études en droit. Intéressé à l'origine par les questions de propriété industrielle et intellectuelle (brevets d'invention, droits d'auteur, marques de commerce), il finit toutefois plutôt par se diriger vers le droit constitutionnel. Intéressé par ce domaine depuis le collège, l'actualité canadienne et québécoise de l'époque ramenait le sujet constamment devant l'opinion publique sous différentes formes; par le débat sur l'assurance-chômage, la répartition des sièges au Parlement fédéral, le partage des pouvoirs de taxation entre Ottawa et Québec, le rapatriement de la Constitution, etc.
Ce séjour en Europe coïncide avec de nombreux événements marquants, d'un point de vue constitutionnel : la fondation de la IVe République en France, le début de la division entre Allemagne de l'Ouest et Allemagne de l'Est, l'adoption d'une nouvelle Constitution républicaine en Italie, l'adoption de constitutions de « démocratie populaire » dans les pays de l'Europe de l'Est, et l'indépendance d'anciennes colonies en Asie, notamment l'Inde et le Pakistan. Tout en voyageant en Europe – entre autres au Portugal, en France et en Tchécoslovaquie –, Paul Gérin-Lajoie participe également à des congrès de jeunesse. Ceux-ci lui permettent de découvrir la culture et les idéologies politiques de ces pays se redressant de la guerre. C'est ainsi qu'il fait connaissance avec le pape Pie XII (en 1946) et qu'il commence à publier des articles de journaux, notamment dans Le Devoir et dans La Gazette de Lausanne en Suisse. Il produit aussi quelques reportages en français sur le réseau de la BBC pour Radio-Canada.
En parallèle à ces visites, Paul Gérin-Lajoie fait une thèse de doctorat en droit sur la question de l'amendement dans la Constitution canadienne. Dirigé par le professeur Kenneth C. Wheare (en), auteur de plusieurs études sur le fédéralisme et le régime constitutionnel et politique du Commonwealth britannique, il décroche son diplôme en 1948.

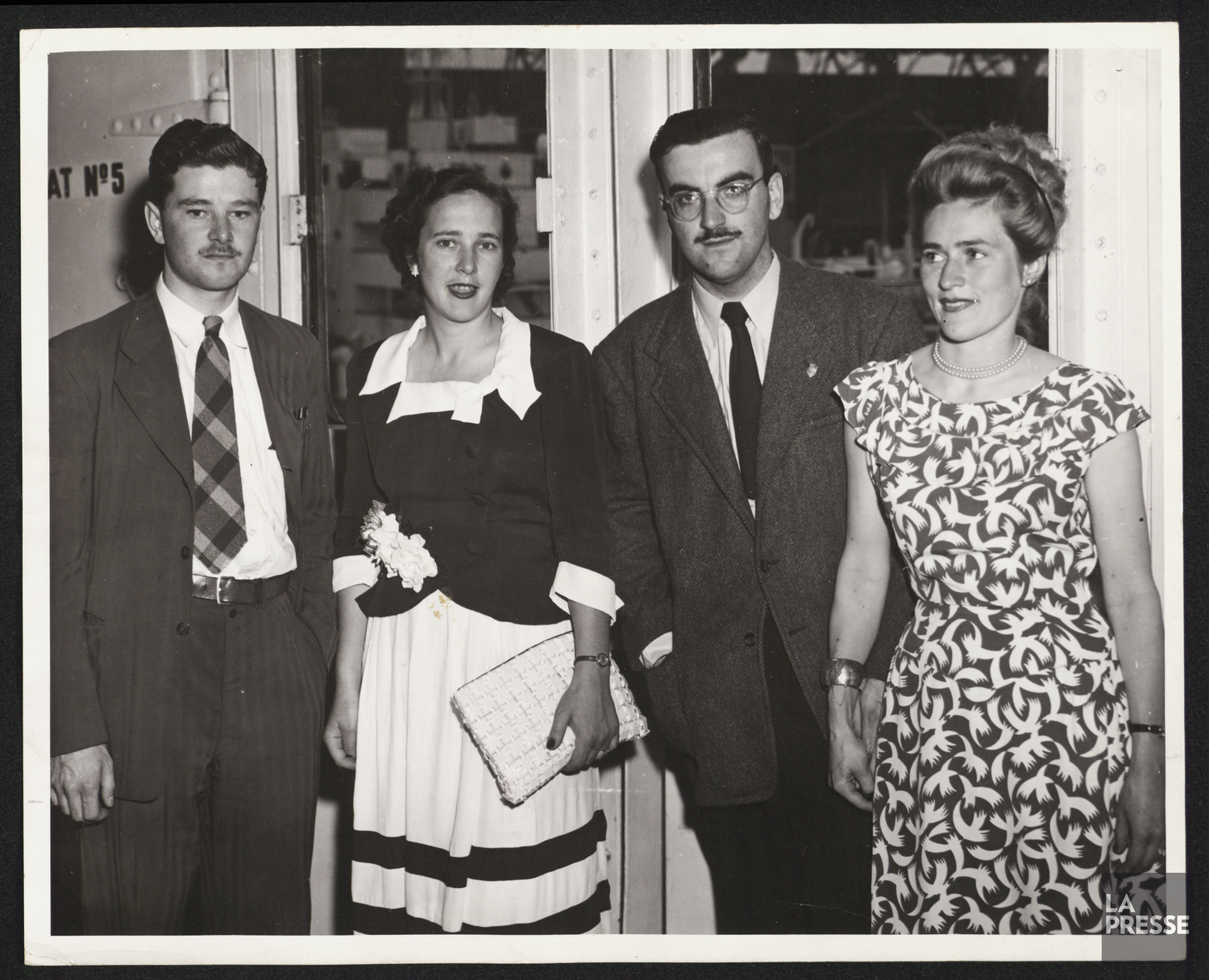
Paul Gérin-Lajoie et son épouse Andrée en 1948.

### Expert en questions constitutionnelles
Revenu au Québec en juin 1948, Paul Gérin-Lajoie devient associé au cabinet Lajoie, Gélinas et McNaughton où il exerce le droit commercial et institutionnel. Toutefois, son intérêt pour les affaires publiques et son expertise constitutionnelle l'amènent à prononcer des conférences devant différents organismes et à publier des articles dans des revues, en anglais et en français.
Sa thèse publiée sous forme de livre (en anglais) fait sensation. En 1950, elle lui mérite le prix David remis par le gouvernement du Québec pour récompenser les meilleurs ouvrages parus durant l'année. Peu à peu, ce livre devient une référence pour les étudiants en droit et les participants aux conférences fédérales-provinciales.

#### Commission Tremblay
Au début des années 1950, la question de l'autonomie provinciale occupe une place centrale dans l'actualité politique. En août 1952, l'Ontario accepte un accord fiscal avec le gouvernement fédéral, permettant à Ottawa d'occuper de façon permanente un champ de compétence qui revient normalement en exclusivité aux provinces. À la suite de cet accord, le Québec se retrouve isolé face au gouvernement fédéral, sans garantie quant à la protection de son autonomie. Dans ce climat chargé de tension, la Chambre de commerce du Québec réclame au gouvernement de Maurice Duplessis de tenir une commission d'enquête sur les problèmes constitutionnels. À la fin de novembre 1952, une délégation de 500 membres de la Chambre (incluant Paul Gérin-Lajoie) rencontrent le premier ministre pour le presser d'agir. Duplessis accepte. Quelques mois plus tard, en février 1953, la Commission royale d'enquête sur les problèmes constitutionnels (présidée par le juge Thomas Tremblay) est créée.
Très préoccupé par la situation de l'éducation au Québec, Paul Gérin-Lajoie en fait son principal cheval de bataille. Il devient ainsi le conseiller juridique de la Fédération des collèges classiques, le 6 juin 1953.

#### Élections de 1956 et 1957
Cet engagement dans la commission Tremblay reflète également l'ambition de Paul Gérin-Lajoie. Déterminé à combattre la centralisation fédérale menaçant l'autonomie du Québec, mais aussi le conservatisme de Maurice Duplessis – qui selon lui « s'opposait toujours obstinément aux initiatives fédérales sans jamais rien proposer de positif à la place » –, Gérin-Lajoie décide de s'engager en politique. Alors qu'il avait grandi au sein d'une famille connue pour ses liens avec le Parti conservateur, dans le but d'apporter de la jeunesse et de la nouveauté en politique, il se voit plutôt amené à jouer un rôle au sein du Parti libéral.
Lors des élections de 1956, il décide de se porter candidat dans Vaudreuil-Soulanges, une circonscription rurale comptant beaucoup d'agriculteurs. Il est battu par le député unioniste sortant Joseph-Édouard Jeannotte. En 1957, ce dernier meurt subitement. Une élection partielle est alors convoquée dans Vaudreuil-Soulanges et Paul Gérin-Lajoie se présente à nouveau comme candidat. Il est battu encore, cette fois par l'unioniste Loyola Schmidt.
Malgré la défaite, il continue à défendre ses convictions et devient président du comité politique de la Fédération libérale du Québec (la FLQ). En 1957, il fonde l'hebdomadaire L'Écho de Vaudreuil-Soulanges et Jacques-Cartier, en réaction aux positions du journal La Presqu'île qu'il juge trop nationaliste. Sa femme Andrée y tient une chronique destinée aux femmes. Ses liens avec les libéraux finissent toutefois par lui coûter cher sur le plan professionnel. Tentant d'obtenir un poste de professeur à la Faculté de droit de l'Université de Montréal, il se fait refuser ce poste à la suite des pressions exercées par Maurice Duplessis sur Marcel Faribault, le secrétaire général de l'Université.

#### Congrès de 1958

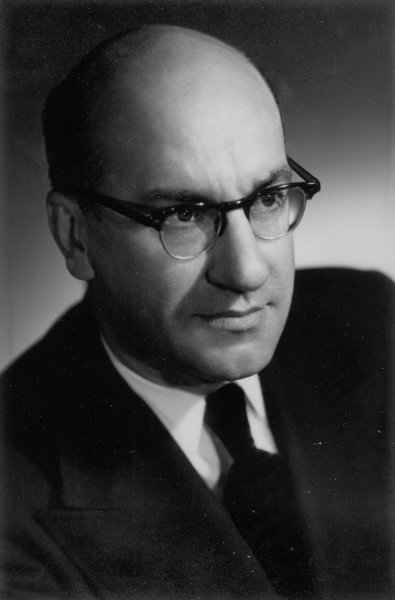
Georges-Émile Lapalme est chef du Parti libéral de 1950 à 1958.

En novembre 1957, Georges-Émile Lapalme décide de quitter la tête du Parti libéral. Un congrès à sa succession est alors annoncé pour le mois de mai 1958. Des partisans de Paul Gérin-Lajoie l'incitent à se présenter comme candidat. Voulant d'abord tâter le terrain, il consulte un autre candidat potentiel, Jean Lesage (alors député fédéral), afin de connaître ses intentions. Lorsque le député lui déclare de ne pas vouloir faire carrière en politique à Québec, Gérin-Lajoie décide aussitôt de se lancer dans la course. Appelant à un « renouveau des hommes politiques » au Québec, il fait porter sa candidature sur le besoin d'idées nouvelles en politique et sur l'élimination du favoritisme alors très présent, à cette époque. Son cheval de bataille principal est la réforme du système d'éducation, comprenant notamment l'instauration de la gratuité scolaire jusqu'à la 12e année.
À la suite de la victoire des conservateurs aux élections fédérales de mars 1958, Jean Lesage décide de revenir sur sa décision et de se lancer dans la course à la direction du Parti libéral du Québec. Ce revirement déçoit vivement Gérin-Lajoie, qui se retrouve éclipsé par le nouveau venu. Au terme d'une vive lutte, Lesage est désigné comme nouveau chef. Néanmoins, Gérin-Lajoie se rallie rapidement à lui, qui se montre ouvert à ses nouvelles idées. Il le convainc notamment d'ajouter deux éléments à son programme électoral : la tenue d'une commission d'enquête sur l'instruction publique et l'instauration de la gratuité scolaire jusqu'à l'université.

#### Élections de 1960
En avril 1960, de nouvelles élections sont déclenchées au Québec. Jean Lesage et son équipe de candidats surnommée par la publicité électorale « l'équipe du tonnerre » affronte l'Union nationale, dirigée par Antonio Barrette. Le gouvernement sortant, fatigué et usé par seize ans de pouvoir, mène une campagne difficile, minée par les scandales et par les manœuvres douteuses.
Au scrutin du 22 juin 1960, Paul Gérin-Lajoie est élu député de Vaudreuil-Soulanges.

### Ministre de la Jeunesse (1960-1964)

#### Situation du Québec en 1960
En 1960, le système d'éducation du Québec accuse d'importants retards. La plupart des petits Québécois ne fréquentent l'école que jusqu'à la 7e année (équivalent du Secondaire 1). Seuls 34,5 % des garçons se rendent à la 9e année et 15,4 % vont jusqu'à la 11e année. La moitié des adolescents quittent l'école avant l'âge de 15 ans et 7 % de l'autre moitié se rendent à l'université. Au niveau secondaire, les formations offertes (écoles de métiers, écoles d'agriculture, écoles techniques, collèges classiques pour garçons et pour filles, écoles ménagères, des écoles normales, écoles d'infirmières, écoles de commerce, etc.) ne sont pas coordonnées entre elles, menant à des formations sans débouchés ou sans possibilité de poursuite dans une autre filière. La gestion de l'éducation relevant essentiellement des autorités locales (commissions scolaires, municipalités, clergé diocésain), les enfants des campagnes se trouvent fortement pénalisés par rapport à ceux des villes en matière de formations disponibles. Pour la plupart des familles, la poursuite des études demeurait impossible sans avoir de ressources financières importantes, sinon des bourses (provenant du curé, de l'évêché ou d'une communauté religieuse), ou encore l'aide d'un député. En 1960, alors que le gouvernement de l'Alberta dépense 63,88 $ par habitant en matière d'éducation, l'État québécois ne dépense que 28,66 $ par habitant, le plaçant à l'avant-dernier rang au Canada. Enfin, le manque de qualifications et de ressources des institutrices, et la méfiance d'une part importante de la société à l'égard de toute forme d'instruction obligatoire ajoutaient aux déséquilibres d'un système devenu inefficace et dépassé par les besoins d'une société industrialisée moderne. C'est donc dans cette optique que les libéraux de Jean Lesage entendent rattraper tout le retard accumulé en matière d'éducation.
Quelques jours après la victoire, Jean Lesage réunit son équipe afin de préparer son futur conseil des ministres. Il offre à Paul Gérin-Lajoie le poste de procureur général (à l'époque responsable du ministère de la Justice et du ministère de la Sécurité publique). Ne se voyant pas dans ce rôle, Gérin-Lajoie demande plutôt à avoir un poste lui permettant de réaliser dès que possible les réformes voulues en éducation. Jean Lesage accepte de lui confier le ministère de la Jeunesse (responsable des écoles techniques), mais refuse de lui céder le département de l'Instruction publique (relevant du Secrétariat provincial, que Lesage avait promis à Lionel Bertrand). Persistant, Gérin-Lajoie rappelle alors au premier ministre son rôle dans la rédaction du programme électoral en matière d'éducation. Après une longue négociation, Lesage finit par accepter ses demandes.

Le 5 juillet 1960, Paul Gérin-Lajoie devient ministre de la Jeunesse. Le lendemain, par la vertu d'un arrêté ministériel décidé par Jean Lesage, le nouveau ministre reçoit la responsabilité « des commissions scolaires, de l'enseignement primaire et secondaire, des collèges classiques, des universités, des écoles des beaux-arts de Montréal et de Québec, du Conservatoire de musique, des concours, des bourses d'études [et de] l'enseignement professionnel ». Paul Gérin-Lajoie obtient ainsi tous les outils nécessaires pour créer « un ministère de l'Éducation sans le nom ». 

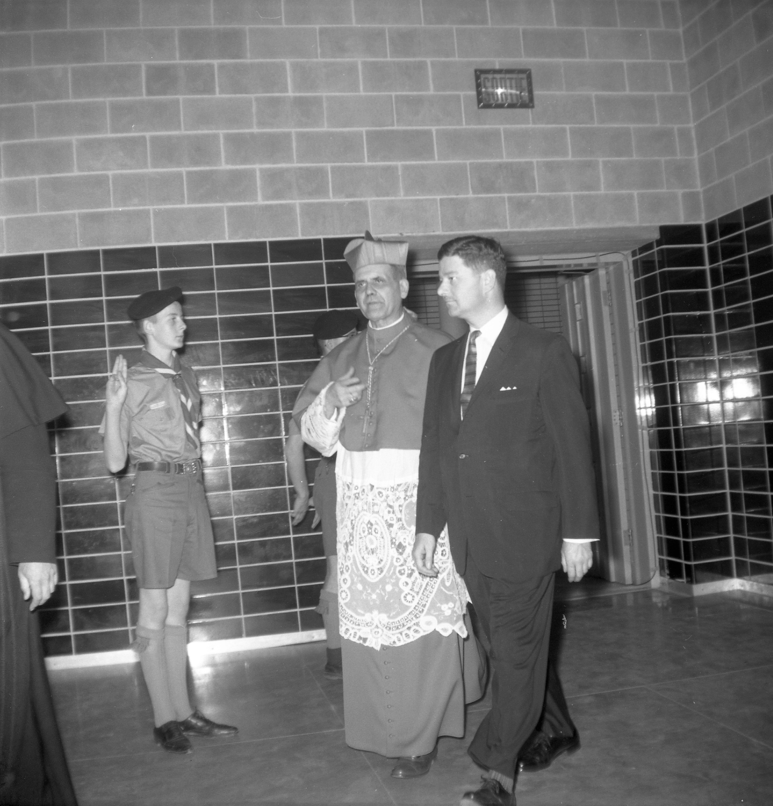
Paul Gérin-Lajoie (à droite sur la photo) participe à une inauguration dans un collège à Montréal en 1962, en compagnie de Paul-Émile Léger.

#### Commission d'enquête sur l'enseignement
Au printemps 1961, Paul Gérin-Lajoie pose un premier geste d'importance en annonçant la tenue d'une commission d'enquête sur l'état de l'enseignement au Québec. Présidée par l'ancien recteur de l'Université Laval Mgr Alphonse-Marie Parent, elle a pour mandat d'« [é]tudier l'organisation et le financement de l'enseignement [au] Québec, [de] faire rapport de ses constatations et opinions et [de] soumettre ses recommandations quant aux mesures à prendre pour assurer le progrès de l'enseignement [au Québec] ».

#### Grande Charte de l'Éducation
En juin 1961, Paul Gérin-Lajoie amorce une première réforme en profondeur du système d'éducation en présentant un ensemble de douze lois regroupées sous le titre de « Grande charte de l'Éducation » :
- Bill 31 instituant une commission d’enquête sur l’enseignement;
- Bill 50 instituant les allocations scolaires;
- Bill 64 concernant le financement des investissements universitaires;
- Bill 80 pour faciliter la formation universitaire du personnel enseignant;
- Bill 81 pour favoriser le développement de l’enseignement secondaire;
- Bill 82 concernant la gratuité de l’enseignement et la fréquentation scolaire obligatoire;
- Bill 83 modifiant la loi des subventions aux institutions d’enseignement classique et autres écoles;
- Bill 84 concernant les bourses d’études aux étudiants universitaires des collèges classiques ;
- Bill 85 conférant aux parents le droit de vote aux élections scolaires;
- Bill 86 pour aider les commissions scolaires à s’acquitter de leurs obligations;
- Bill 87 modifiant la loi de l’instruction publique;
- Bill 95 relatif au collège Saint-Paul.
Ces projets de loi de la Grande charte, variés mais déterminants pour l'avenir de l'enseignement au Québec, visent donc plusieurs domaines à la fois; des allocations scolaires pour les parents d’élèves âgés entre 16 et 18 ans (bill 50) à l’instauration d’un système statutaire d’octroi des bourses aux étudiants des collèges classiques (bill 84). Ainsi, le bill 64 permet aux universités de toucher aux subventions accordées par le gouvernement fédéral (et demeurées bloquées par Duplessis depuis 1951). Le bill 80, quant à lui, vise à pourvoir le corps enseignant québécois d’une relève compétente et suffisante pour faire face à l’affluence croissante des élèves issus du baby-boom.
Le bill 81 impose à toutes les commissions scolaires d'offrir obligatoirement le cours secondaire jusqu'à la 11e année. Le bill 82 rend l'école obligatoire à toutes les personnes de 15 ans et moins, en plus de garantir la gratuité scolaire, autant pour les manuels utilisés en classe que pour la fréquentation des écoles publiques.

### Ministre de l'Éducation (1964-1966)

#### Création du ministère
En avril 1963, le premier volume du rapport de la Commission Parent est publié. Celui-ci recommande la création d'un ministère de l'Éducation, remplaçant le ministère de la Jeunesse et le département de l’Instruction publique en place depuis le 19e siècle. Cette recommandation crée beaucoup d'appréhension au sein du gouvernement. Jean Lesage présente une première mouture du nouveau ministère le 26 juin 1963. Les évêques catholiques et protestants s'opposent publiquement à la création de ce ministère, les privant de leur autorité traditionnelle dans ce domaine et menaçant leur influence auprès de la population. Prudemment, Jean Lesage décide de retarder la création du ministère. Gérin-Lajoie s'oppose au retrait du projet de loi, mais reçoit peu d'appui au sein du conseil des ministres. Il accepte le retrait, à condition de ne rien enlever à son projet. À l'été, il entreprend une tournée dans les différentes régions du Québec, pour démontrer le caractère essentiel de ce nouveau ministère. Sa stratégie « consiste à dire aux Québécois que, sans une meilleure instruction, les Canadiens français ne peuvent être assurés de leur survivance, que le fardeau du clergé “qui a tant fait pour l’éducation” doit être allégé, que l’éducation […] est un droit pour tous […] et enfin, qu’il faut un ministère de l’Éducation pour atteindre ces objectifs ».
À l'automne 1963, un nouveau projet de loi est présenté pour créer un ministère de l'Éducation : le « bill 60 ». De longs débats et négociations ont lieu entre le cardinal de Québec Maurice Roy et le cardinal Paul-Émile Léger tout au long de cet automne. Finalement, un accord tenant compte des ajouts demandés par l'Assemblée épiscopale du Québec est conclu le 13 janvier 1964. La loi créant le ministère est adoptée le 5 février et Paul Gérin-Lajoie devient officiellement ministre de l'Éducation le 13 mai 1964,.

#### Opération 55
En septembre 1964, Paul Gérin-Lajoie annonce l'Opération 55. Celle-ci vise à regrouper les 1 568 commissions scolaires du Québec en 55 commissions scolaires régionales « pour centraliser l’organisation et les réseaux d’équipement scolaire ». Alors que le primaire de la 1re à la 6e année continuerait à relever de la commission scolaire locale, le secondaire serait encadré par ces nouvelles commissions scolaires régionales. Les 93 collèges classiques sont ainsi remplacés par de nouvelles écoles secondaires publiques et gratuites, offrant un programme commun à tous élèves : les écoles « polyvalentes ».

### Une doctrine internationale pour le Québec
Le 12 avril 1965, dans un discours prononcé devant le corps consulaire de Montréal, Paul Gérin-Lajoie formule les principes d'une nouvelle politique internationale pour le Québec. En résumé, cette doctrine veut que tout ce qui relève de la compétence du Québec au sein du Canada relève également de sa compétence à l'extérieur du Canada.
Cette doctrine est reprise par les gouvernements successifs depuis cette époque. En 2000, celle-ci est pérennisée dans la Loi sur l'exercice des droits fondamentaux et des prérogatives du peuple québécois et de l'État du Québec.

### Élections de 1966

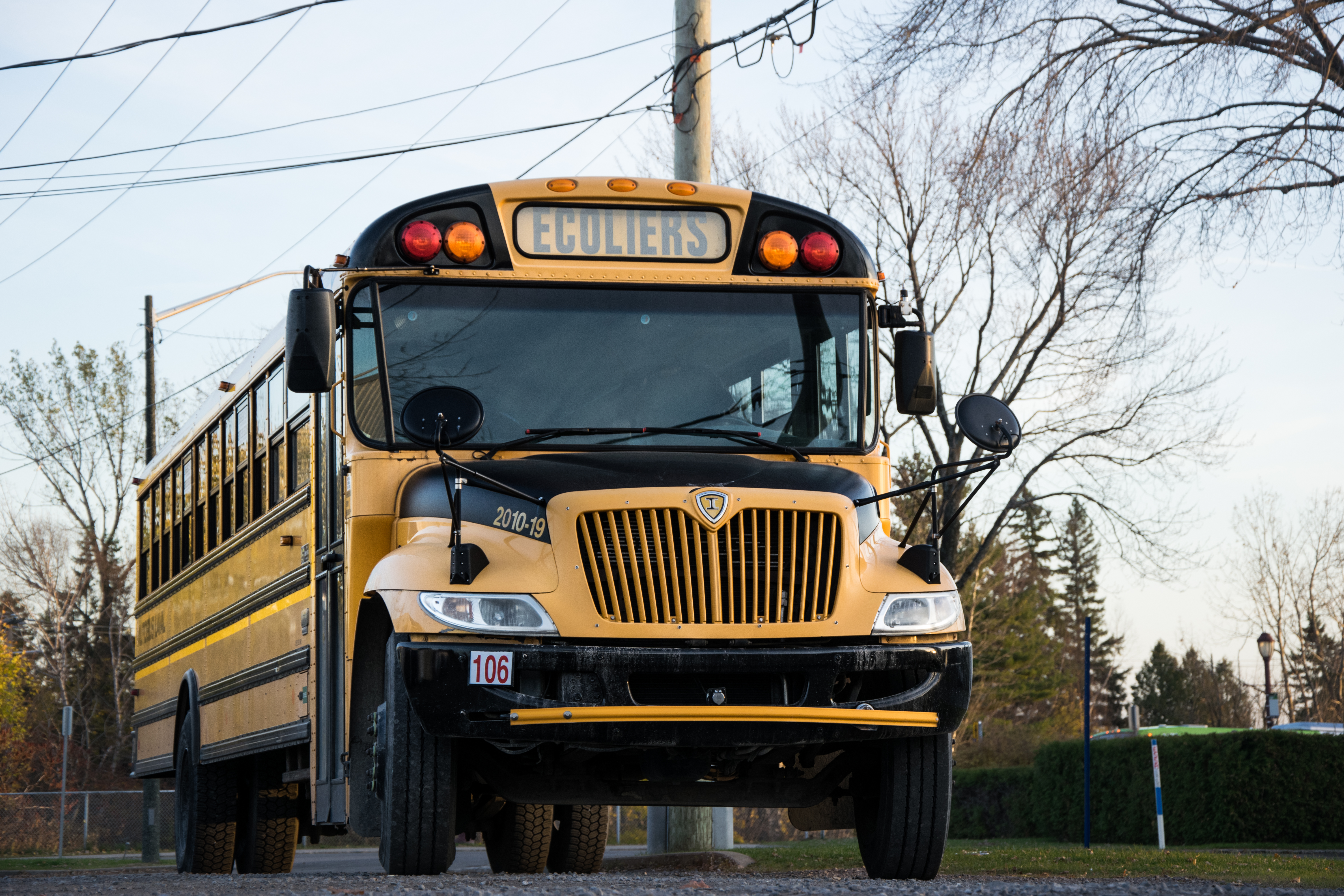
En 1966, de nouveaux venus sillonnent les routes du Québec : les autobus jaunes.

Malgré la popularité de l'ensemble des réformes du gouvernement Lesage, les réformes en éducation font l'objet de critiques sévères. Notamment, la construction des nouvelles polyvalentes entraîne une levée de boucliers dans plusieurs régions rurales, voyant leurs écoles se vider au profit de nouveaux établissements construits à des distances très éloignées des résidences, forçant les enfants à devoir se rendre à l'école dans des autobus scolaires. Cet enjeu joue à la faveur de l'Union nationale, qui s'empare de la question du transport scolaire pour en faire un « symbole du gigantisme » de la politique du gouvernement Lesage.
Au scrutin du 5 juin 1966, l'Union nationale de Daniel Johnson est portée au pouvoir. Paul Gérin-Lajoie est réélu, mais siège désormais dans l'opposition.

#### Congrès libéral d'octobre 1967

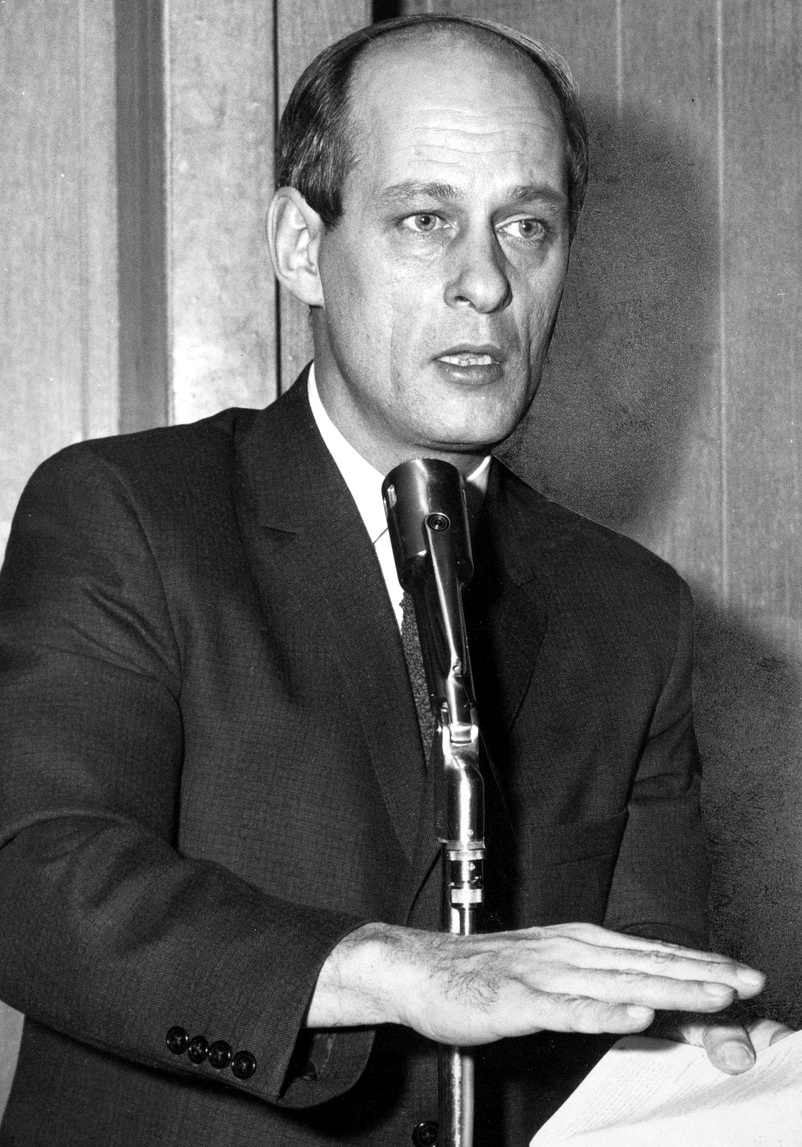
En 1967, René Lévesque présente une nouvelle position constitutionnelle au congrès du Parti libéral : la souveraineté-association.

En octobre 1967, le Parti libéral tient un congrès. La question constitutionnelle occupant alors un rôle majeur dans les débats politiques, lors de ce congrès deux thèses s'affrontent : celle de René Lévesque (proposant la souveraineté du Québec assortie d'une association avec le reste du Canada) et celle de Paul Gérin-Lajoie (proposant un fédéralisme renouvelé mais avec un statut particulier pour le Québec au sein du Canada). La thèse de Lévesque est rejetée par le congrès, au profit de celle de Gérin-Lajoie.
À la suite des élections fédérales de juin 1968, le Canada se retrouve avec un nouveau premier ministre : Pierre Elliott Trudeau. Celui-ci rejette en bloc toute forme de souveraineté-association et de statut particulier pour le Québec. Ce revirement éprouve durement Paul Gérin-Lajoie. N'ayant pu obtenir de réforme constitutionnelle suivant sa proposition, l'ancien ministre de l'Éducation décide de quitter la politique le 12 juin 1969.

### Après la politique
En 1969 et 1970, il est professeur invité à l'Université d'Ottawa et, de 1970 à 1975, à l'Université de Montréal.

#### Président de l'Agence canadienne de développement international
En novembre 1970, Paul Gérin-Lajoie est nommé président de l'Agence canadienne de développement international (ACDI). Il occupe ce poste jusqu'en février 1977.

#### Fondation Paul Gérin-Lajoie et Dictée P.G.L.
Avec d'anciens collègues de l'ACDI, il crée la Fondation Paul Gérin-Lajoie en 1977. Cette organisation vise à contribuer à l'éducation de base des enfants dans les pays les plus pauvres ainsi qu'à éveiller les sensibilités des jeunes au sort de ces écoliers.
L'un des volets les plus connus de la Fondation Paul Gérin-Lajoie est sa dictée annuelle, la Dictée Paul Gérin-Lajoie (P.G.L.). Organisée annuellement depuis 1992, cette dictée « cherche à sensibiliser les jeunes de manière ludique aux enjeux du monde qui les entoure (coopération internationale, respect, solidarité, développement durable, accès à l’éducation, etc.) et à améliorer l’usage et la maîtrise de la langue française ». Cette dictée fait maintenant partie intégrante de la culture québécoise. Elle est notamment abordée dans des oeuvres sur la réalité immigrante dans la province, comme Nuit d'opéra cambodgien.
En 2005-2006, près de 170 000 écoliers canadiens de niveau primaire y ont participé. Les élèves de 5e et 6e année ont accès au volet compétitif et international de la dictée. Depuis 2015, les élèves de 1re et 2e secondaire ont accès à un volet compétitif et national de la dictée.

### Dernières années
De 1981 à 1985, il est directeur général de la Société du Vieux-Port de Montréal.
En 2007, il critique l'assouplissement de l'enseignement du français, la réforme du système scolaire de la fin des années 1990, la proposition d'abolir les commissions scolaires et un certain excès d'égalitarisme en pédagogie.
En mars 2012, il se prononce en faveur de la hausse des frais de scolarité proposée par le gouvernement de Jean Charest. Cependant, il souhaite que le gouvernement réforme également le système de prêts et bourses afin de favoriser l'accès à l'éducation supérieure,.
Paul Gérin-Lajoie meurt le 25 juin 2018 à l'âge de 98 ans.

## Vie personnelle
Le 19 février 1944, Paul Gérin-Lajoie épouse Andrée Papineau (1921-2018),. Elle est la descendante directe du frère de Louis-Joseph Papineau. Le couple a eu quatre enfants : François, Bernard, Sylvie et Dominique. De leurs enfants sont nés treize petits-enfants et onze arrière-petits-enfants.

## Honneurs
Source : Fondation PGL
- 1966 - docteur honoris causa en droit de Sir George Williams University, devenue l'Université Concordia
- École secondaire Paul-Gérin-Lajoie d'Outremont
- 1979 - compagnon de l'Ordre du Canada
- 1987 - officier de l'Ordre national du Québec
- 1992 - doctorat honoris causa de l'UQAM
- 1998 - grand officier de l'Ordre national du Québec[68]
- 2002 - chevalier de la Légion d'Honneur
- 2003 - prix Blanche-Lemco-Van Ginkel
- Médaille d'honneur de l'Assemblée nationale, 2004
- Pavillon Paul-Gérin-Lajoie de l'UQAM
- Pôle universitaire Paul-Gérin Lajoie
- Centre de formation professionnelle Paul-Gérin-Lajoie de l'école secondaire de la Cité-des-Jeunes
- École primaire Gérin-Lajoie, sur la rue Lajoie, à Châteauguay.
- 2013 - Prix Georges-Émile-Lapalme